# سیارک ۲۷۰۵۶
سیارک ۲۷۰۵۶ (به انگلیسی: 27056 Ginoloria، نامگذاری:1998SB28) بیست و هفت هزار و پنجاه و ششمین سیارک کشف شده‌است که در ۲۶ سپتامبر ۱۹۹۸ کشف شد.